# Lasippa niasana
Lasippa niasana är en fjärilsart som beskrevs av Hans Fruhstorfer 1899. Lasippa niasana ingår i släktet Lasippa och familjen praktfjärilar. Inga underarter finns listade i Catalogue of Life.